# Heimerzheim
Heimerzheim est un village allemand, situé entre Bonn et Aix-la-Chapelle dans la Rhénanie-du-Nord-Westphalie. Le village compte 6342 habitants (2008) et est une partie de la commune de Swisttal.
La première trace du Heimerzheim se retrouve dans un document de 1074.
Dans Heimerzheim se trouvent les châteaux de Burg Kriegshoven et Burg Heimerzheim. Il y a aussi une église classiciste Saint-Cunibert en une stèle du XVIIe siècle, l'Eiserner Mann (« Homme de fer »).

## Galerie

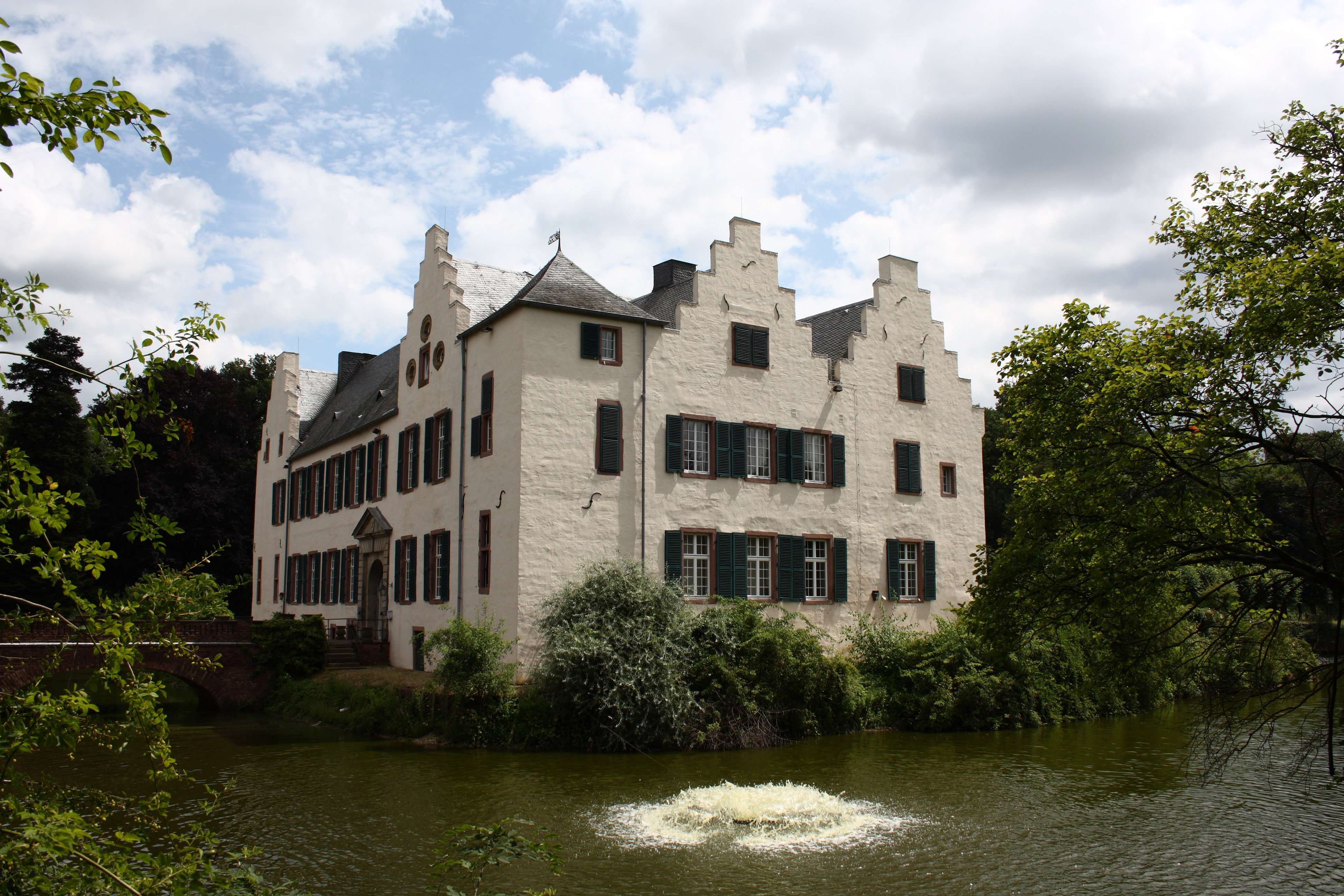
Château de Heimerzheim
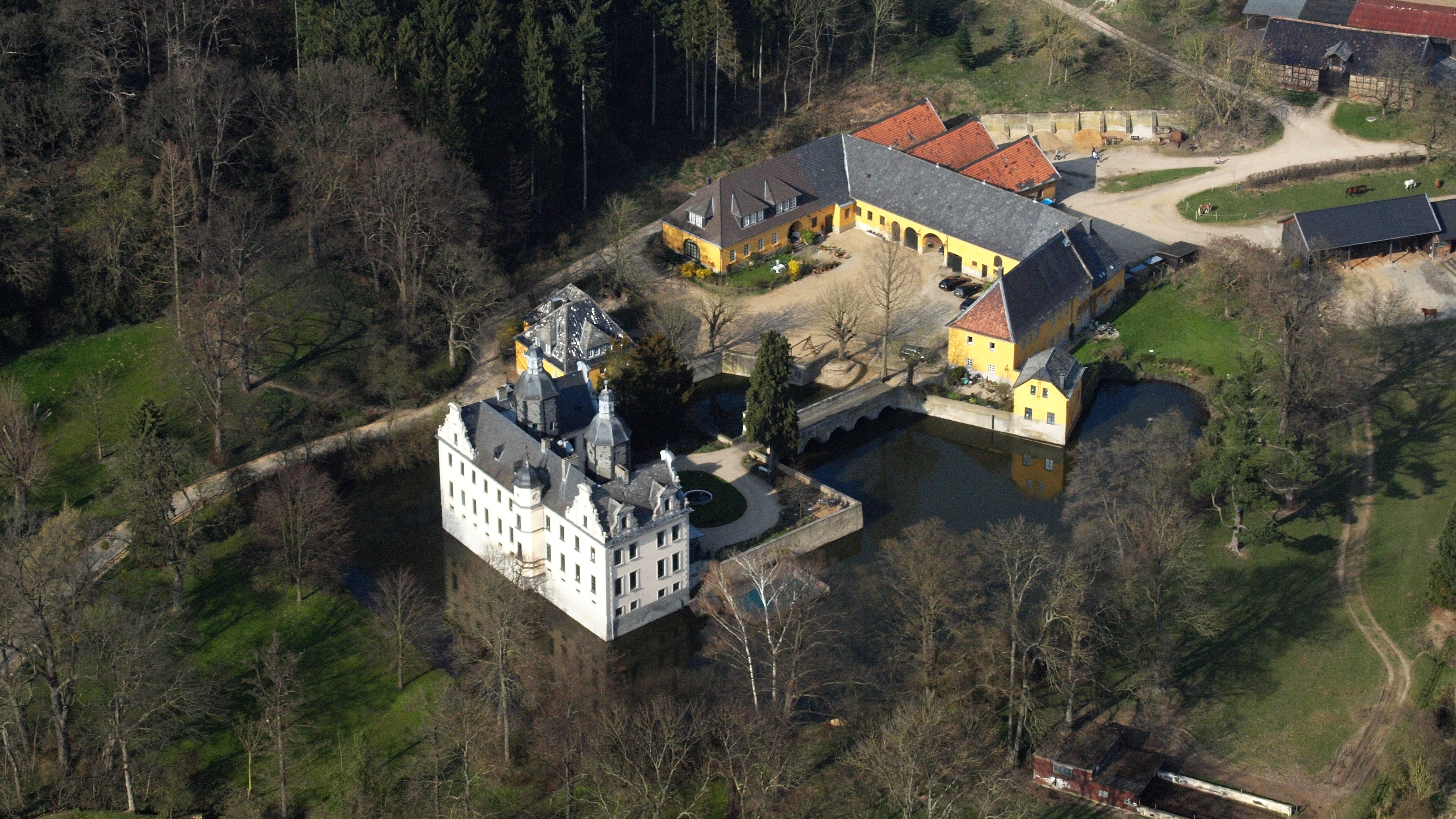
Château de Kriegshoven

## Personnalités liées à la commune

### Naissance
- Philipp von Boeselager (1917-2008), militaire, membre de la résistance allemande et protecteur de forêt.

### Mort
- Friedrich-Wilhelm Henning (1931-2008), historien allemand.